# Rényi Alfréd Matematikai Kutatóintézet
A Rényi Alfréd Matematikai Kutatóintézet (köznapi nevén Matkutató), 2019-ig MTA Rényi Alfréd Matematikai Kutatóintézet, nemzetközi elismertségű magyar tudományos kutatóintézet, amely matematikai kutatásokat végez. Nevét első igazgatójáról, Rényi Alfrédról kapta, aki 1970-ben bekövetkezett haláláig vezette.

## Története
Az intézetet 1950-ben hozták létre az MTA alkalmazott matematikai kutatóintézeteként. 
Az intézet kutatóinak száma 120 körül mozog, de közülük sokan több-kevesebb időt külföldön kutatnak, és az intézet állandó jelleggel fogad vendégkutatókat. Tagjai közül több, mint tizenöten akadémikusok.
1972-ben Rényi-díjat hoztak létre az intézet alapítójának tiszteletére. A díj az intézeti kutatók utolsó ötéves, nemzetközileg is kiemelkedő matematikai teljesítményének elismerésére szolgál.

### Az intézet igazgatói
- Rényi Alfréd (1950–1970)
- Fejes Tóth László (1970–1982)
- Hajnal András (1982–1992)
- Szász Domokos (1993–1995)
- Katona Gyula (1996–2005)
- Pálfy Péter Pál (2006–2018)
- Stipsicz András (2019–)

## Szervezeti felépítése
Kutatóosztályai:
- Algebra
- Algebrai geometria és differenciáltopológia
- Algebrai logika
- Matematikai analízis
- Kombinatorika és diszkrét matematika
- Geometria
- Számelmélet
- Valószínűségszámítás és statisztika
- Halmazelmélet és általános topológia

Kutatócsoportjai:
- Alacsony dimenziós topológia
- Csoportok és gráfok
- Szakmódszertani csoport
- Diszkrét és konvex geometria
- Kriptográfia
- Pénzügyi matematika
- Regularitás
- Struktúrák limeszei
- Automorf formák
- Véletlen spektrum
- Aszimptotikus csoportelmélet
- Algebrai logika

A különböző osztályok rendszeresen (hetente, kéthetente) tudományos szemináriumokat tartanak, ahol az intézet munkatársai és vendégei tartanak előadásokat.
Gyakoriak az intézet által szervezett nemzetközi konferenciák. Studia Scientiarum Mathematicarum Hungarica néven szakfolyóiratot adnak ki évente négy számban.

## Az intézetben dolgozó akadémikusok (levelező illetve rendes tagok)
- Bárány Imre
- Csiszár Imre
- Füredi Zoltán
- Juhász István
- Katona Gyula
- Major Péter
- Pálfy Péter Pál
- Pintz János
- Pyber László
- Ruzsa Z. Imre
- Simonovits Miklós
- Szemerédi Endre
- T. Sós Vera
- Tusnády Gábor